# Biosemiotik
Biosemiotik är en tvärvetenskaplig vetenskap som undersöker biologiska processer med hjälp av semiotik och förstår livet som biologiska tecken och kommunikationsprocesser och semiosis.
Biosemiotik är en vetenskap där modellerna av teckenprocesser används för att studera levande system. Till skillnad från biofysik, biokemi och molekylärbiologi, vetenskaper där de kvantitativa fysikaliska lagarna används för att förklara de levande varelserna, studerar biosemiotiker livets organismer och fenomen utifrån kvalitativa semiotiska principer.
Dess klassiker är den estnisk-tyske biologen Jakob von Uexkülls Bedeutungslehre (1940).